# Lymanopoda marica
Lymanopoda marica är en fjärilsart som beskrevs av Gustav Weymer 1911. Lymanopoda marica ingår i släktet Lymanopoda och familjen praktfjärilar. Inga underarter finns listade i Catalogue of Life.